# NGC 4636
NGC 4636 (други обозначения – UGC 7878, MCG 1-32-137, ZWG 43.2, VCC 1939, PGC 42734) е елиптична галактика (E) в съзвездието Дева.
Обектът присъства в оригиналната редакция на „Нов общ каталог“.